# Shorea balanocarpoides
Shorea balanocarpoides (tiếng Anh thường gọi là White Meranti hoặc Yellow Meranti) là một loài thực vật thuộc họ Dipterocarpaceae. Loài này có ở Brunei, Indonesia, và Malaysia.